# Gran Cuaresma

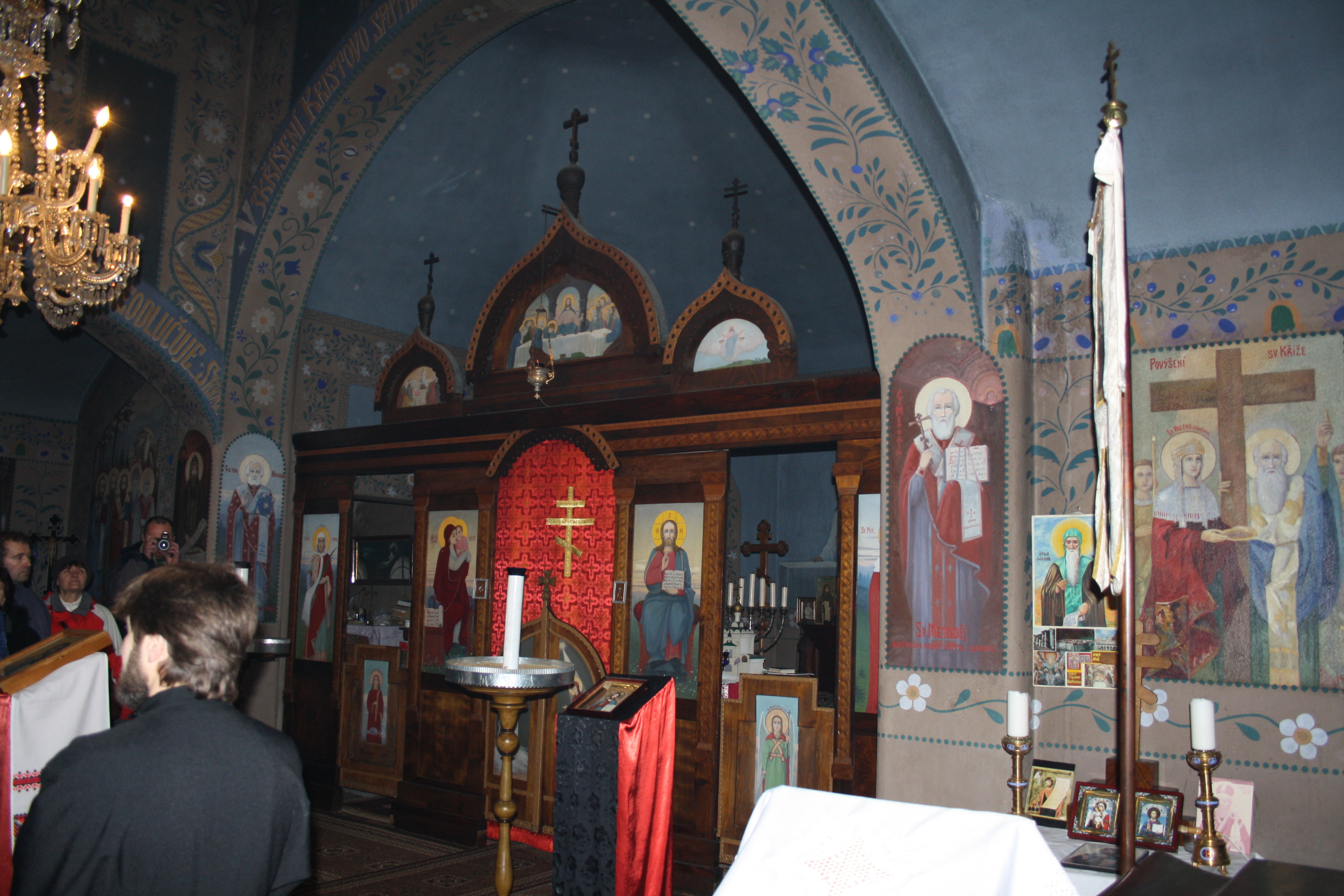
Iglesia ortodoxa en la República Checa vestida con los colores litúrgicos de la Gran Cuaresma.

La Gran Cuaresma es, en las Iglesias ortodoxas, el periodo de preparación para la Semana Santa y la Pascua. Durante ella el creyente renueva su devoción y se arrepiente de sus pecados
En la Gran Cuaresma se practica la abstinencia de algunos alimentos y se intensifica la limosna y la perseverancia en la oración. Los alimentos que se dejan de consumir son la carne, el pescado, el aceite y el vino. En algunas tradiciones se prohíbe consumir el aceite de oliva, mientras que en otras se evita toda clase de aceites. Como no se permite (desde el punto de vista canónico) el ayuno estricto durante el sábado y el domingo; el vino y el aceite se consumen en estos días. Si la fiesta de la Anunciación cae durante la Gran Cuaresma; se permite comer pescado, vino y aceite en ese día.
La Gran Cuaresma dura cuarenta días, pero a diferencia de la Cuaresma occidental los domingos se toman en cuenta para el conteo. Su comienzo se fija sobre la base de la fecha de la Pascua (que es una fiesta móvil). Empieza oficialmente el «Lunes Limpio», también llamado «Lunes Puro» o «Lunes de Ceniza», siete semanas antes de la Pascua. Finaliza el viernes de la sexta semana, en la víspera del llamado «Sábado de Lázaro». Sin embargo el ayuno continúa durante toda la Semana Santa hasta la Pascua.
El propósito original del ayuno prepascual (conocido ahora como Gran Cuaresma) era el de preparar al catecúmeno para el bautismo por medio del ayuno. Con el tiempo se convirtió en la preparación de todos los cristianos para celebrar la resurrección de Cristo.
La Gran Cuaresma está estructurada en las siguientes celebraciones:
- El lunes posterior al Domingo de Ramos.
- Domingo de la ortodoxia.
- Domingo de San Gregorio Palamás.
- Domingo de la Santa Cruz.
- Domingo de San Juan Clímaco.
- Domingo de Santa María Egipciaca.